# Margaret Seddon
Margaret Seddon (Washington D.C., 18 november 1872 – Philadelphia, Pennsylvania, 17 april 1968) was een Amerikaans filmactrice. Tussen 1915 en 1951 speelde zij in 104 films.

## Gedeeltelijke filmografie
- The Girl Without A Soul (1917)
- Boomerang Bill (1922)
- Through the Dark (1924)
- Proud Flesh (1925)
- The Midshipman (1925)
- A Broadway Butterfly (1925)
- The Nickel-Hopper (1926)
- The Actress (1928)
- The Return of Casey Jones (1933)
- Lilly Turner (1933)
- Mr. Deeds Goes to Town (1936)
- Danger - Love at Work (1937)
- Take a Letter, Darling (1942)
- The Meanest Man in the World (1943)

- Gemeinsame Normdatei: 1206906340
- International Standard Name Identifier: 0000 0000 4265 5778
- Library of Congress Control Number: no89015785
- Virtual International Authority File: 9402559
- WorldCat: E39PBJt8hg6VbVcJff8qM7PPcP